# Comuna Rakvere
Rägavere este o comună (vald) din Comitatul Lääne-Viru, Estonia.
Comuna cuprinde un târgușor (alevik) și 19 sate.

Reședința comunei este orașul Rakvere. Acesta, deși este are statut de centru administrativ, nu aparține comunei.

## Localități componente

### Târgușoare
- Lepna

### Sate
- Arkna
- Eesküla
- Järni
- Karitsa
- Karivärava
- Karunga
- Kloodi
- Kullaaru
- Kõrgemäe
- Lasila
- Levala
- Mädapea
- Paatna
- Päide
- Taaravainu
- Tobia
- Tõrma
- Tõrremäe
- Veltsi